# Zoran Krasić
Zoran Krasić, cyr. Зоран Красић (ur. 11 marca 1956 w Belgradzie, zm. 12 kwietnia 2018 tamże) – serbski polityk i prawnik, parlamentarzysta, wiceprzewodniczący Serbskiej Partii Radykalnej, w latach 1998–2000 minister handlu.

## Życiorys
W 1979 ukończył studia prawnicze na Uniwersytecie w Niszu. Do połowy lat 80. był członkiem Związku Komunistów Jugosławii. Po odbyciu służby wojskowej pracował jako prawnik m.in. w przedsiębiorstwie przemysłu skórzanego w Niszu. Od początku lat 90. był związany z serbskimi radykałami. W 1991 uczestniczył w zjeździe założycielskim Serbskiej Partii Radykalnej w Kragujevacu, rok później stanął na czele struktur partii w Niszu.
W latach 90. był posłem do parlamentu Federalnej Republiki Jugosławii. W latach 1998–2000 sprawował urząd ministra handlu w serbskim rządzie Mirka Marjanovicia. Od 2003 do 2012, kiedy to SRS znalazła się poza parlamentem, sprawował mandat posła do Zgromadzenia Narodowego. Został także wiceprzewodniczącym swojego ugrupowania. Kierował zespołem prawników broniących przywódcę SRS Vojislava Šešelja w postępowaniu przed Międzynarodowym Trybunałem Karnym dla byłej Jugosławii. W wyniku wyborów w 2016 powrócił do serbskiego parlamentu z ramienia Serbskiej Partii Radykalnej.